# 12182 Storm
12182 Storm è un asteroide della fascia principale. Scoperto nel 1973, presenta un'orbita caratterizzata da un semiasse maggiore pari a 2,3905732 au e da un'eccentricità di 0,1476893, inclinata di 1,86427° rispetto all'eclittica.
L'asteroide è dedicato al poeta tedesco Theodor Storm.